# ویلی اورموند
ویلی اورموند (انگلیسی: Willie Ormond; ۲۳ فوریهٔ ۱۹۲۷ – ۴ مهٔ ۱۹۸۴) بازیکن و مربی فوتبال اهل اسکاتلند بود.
از باشگاه‌هایی که در آن بازی کرده‌است می‌توان به باشگاه فوتبال فالکیرک و باشگاه فوتبال هیبرنین اشاره کرد.
وی همچنین در تیم‌های ملی فوتبال اسکاتلند و اسکاتلند بی بازی کرده‌است.